# Connolly (County Clare)
Connolly (Iers:Fíoch Rua) is een klein dorp in County Clare, Ierland.
Connolly maakt deel uit van de parochie Kilmaley, Inch & Connolly. De parochie zelf maakt deel uit van de Críocha Callan-cluster van parochies binnen het Bisdom Killaloe.
Het dorp is gelegen aan de R474, een regionale weg die loopt van Ennis tot Milltown Malbay.

## Voorzieningen
Connolly heeft een lagere school en een pompstation/kleine supermarkt. De katholieke kerk is de St. Michael the Archangel Church.
In het verleden had het een postkantoor, melkfabriek en Royal Irish Constabulary-barakken (later overgenomen door de Garda Síochána).
Tijdens de Ierse Onafhankelijkheidsoorlog werd de barak van de Royal Irish Constabulary op 21 juli 1919 aangevallen door het Iers Republikeins Leger. De aanval mislukte omdat een van de leden van de aanvallers onderweg een ongeluk had. Zonder de granaten die deze man vervoerde kon het gebouw niet opengebroken worden. Doordat de agenten weigerde zich over te geven, ook na enig schieten, besloot de commandant datvoortzetting van de aanval een verspilling van munitie zou zijn en verdween met zijn manschappen in de nacht.